# Хроника
Хро́ника (греч. χρόνος «время») — историческое описание событий в хронологическом порядке.
Хрони́ст — автор хроники.
Хроника, как историческое произведение, появилась в поздней Римской империи и развивалась в Византии и Западной Европе. Историческая концепция таких произведений была самым тесным образом связана с церковным мировоззрением и делала византийские политические грёзы о едином мировом государстве частью их церковного учения. Как правило, хроники начинают своё повествование с основания мира. Переводы хронографов в основном производились в Болгарии. Переводы не всегда адекватны оригиналу, нередки сокращения текста.

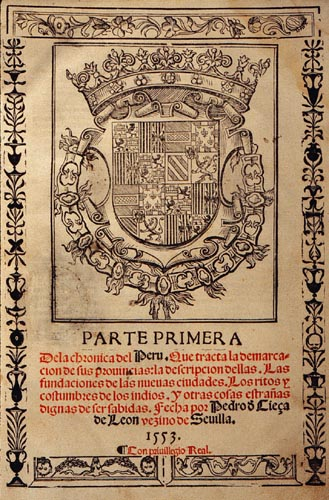
Первая часть книги «Хроника Перу», впервые описывающая этносы Южной Америки (1553)

На Руси в XI−XII веках переводные хроники получили широчайшее распространение, самые известные из них: «Хроника Георгия Амартола», «Хроника Георгия Синкелла», «Хроника Иоанна Малалы» («Хронография»). Сохранились лишь в компилятивных памятниках, так, например, «Летописец Еллинский и Римский» является компиляцией «Хроники Георгия Амартола», «Хроники Иоанна Малалы» и оригинальных исторических произведений житийного характера.
С конца XII века в Ливонии хроники являются важнейшими историческими источниками по истории стран Восточной Прибалтики вплоть до начала XVIII века. Самые известные: «Хроника Ливонии» Генриха Латвийского (1-я половина XIII века), «Ливонская рифмованная хроника» (конец XIII века), «Новая рифмованная хроника» Бартоломея Гёнеке (середина XIV века).
В современной исторической литературе название хроники нередко употребляется в расширительном смысле — применительно ко всем без исключения произведениям средневековой историографии, в том числе стран Востока.
В Древней Руси и в ряде других стран (Византия, Болгария, Сербия) исторические произведения, соответствующие хроникам, носили название летописей (о княгине Ольге, о варягах-мучениках и другие) и хронографов.
Существует мнение, что средневековые хронисты традиционно недооценивали роль женщин в истории. 